# 砾地毛茛
砾地毛茛（学名：Ranunculus glareosus）为毛茛科毛茛属下的一个种。

## 扩展阅读
維基物種上的相關：砾地毛茛